# اليوم العالمي للسلحفاة
اليَوم العالَمِيّ لِلسُّلحفاة (بالإنجليزية: World Turtle Day)‏ هُو يَوم عالَمِيّ أَنشأَتهُ مُنظَّمة إنقاذ السلاحف الأَمرِيكِيَّة؛ لتشجِيع العمل الإِنسانِيّ العالِمِيّ على المُحافظة على السَّلاحِف وإِنمائِها؛ ولَفت الاِنتِباه تجاه تعرَّض بعض أَنواع السَّلاحِف إِلى الاِنقِراض. ويتمُ بِهذِه المُناسبة الاِحتِفال بالسُلحفاة فِي يومُها العالَمِيّ مِن خِلَال عدَد مِن الفعَّالِيَّات فِي يَوم 23 مايُو / أيّار مِن كُلُّ عامّ.

## وصلات خارجية
- الصّفحة الرّسميّة لِليَوم العالَمِيّ لِلسُّلحفاة (باللُّغَةُ الإِنجِلِيزِيّة).